# فرانك هاردي
فرانك هاردي (بالإنجليزية: Frank Hardy)‏ هو مصمم إنتاجي وكاتب أسترالي، ولد في 21 مارس 1917، وتوفي في 28 يناير 1994 في Carlton North ‏ في أستراليا بسبب نوبة قلبية.

## وصلات خارجية
- فرانك هاردي على موقع IMDb (الإنجليزية)
- فرانك هاردي على موقع إن إن دي بي (الإنجليزية)
- فرانك هاردي على موقع قاعدة بيانات الفيلم (الإنجليزية)